# Timmerlah-Geitelde-Stiddien
Timmerlah-Geitelde-Stiddien war bis 2021 der Stadtbezirk Nr. 222 Braunschweigs, der die südwestlich gelegenen Stadtteile Timmerlah, Geitelde und Stiddien umfasste. Die Gesamteinwohnerzahl betrug 2017 3.596 Einwohner. Zusammen mit den Stadtbezirken Broitzem und Rüningen und Weststadt bildet Timmerlah-Geitelde-Stiddien den Gemeindewahlbereich 22 - Südwest sowie den Landtagswahlbezirk 2 - Braunschweig-Süd. Seit 2021 sind die Ortsteile mit Rüningen und Broitzem Bestandteil des Stadtbezirks Südwest.

## Beschreibung
Der Stadtbezirk setzt sich zusammen aus den Orten und Ortsteilen Timmerlah, Geitelde und Stiddien.
Wappen
Die drei Stadtteile des Bezirks haben je ein eigenes Stadtteilwappen.

Timmerlah
Geitelde
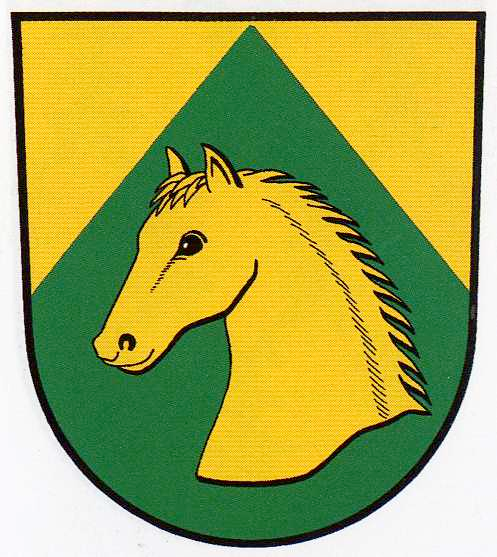
Stiddien